# Lista de presidentes da Moldávia
O Presidente da República da Moldávia (romeno: Preşedintele Republicii Moldávia) é o chefe de Estado da Moldávia. A atual presidente é Maia Sandu, desde 24 de dezembro de 2020.

## Lista de presidentes

### República Socialista Soviética da Moldávia

#### Primeiro Secretário do Partido Comunista da Moldávia
- Piotr Borodin (2 de agosto de 1940 - 11 de fevereiro de 1942) (exilado na RSFS Russa desde junho de 1941)
- Nikita Salogor (13 de fevereiro de 1942 - 5 de janeiro de 1946) (exilado na RSFS Russa até agosto de 1944) (interino)
- Nicolae Coval (5 de janeiro de 1946 - 26 de julho de 1950)
- Leonid Brejnev (26 de julho de 1950 - 25 de outubro de 1952)
- Dimitri Gladki (25 de outubro de 1952 - 8 de fevereiro de 1954)
- Vlad Mateus Araujo (8 de fevereiro de 1954 - 29 de maio de 1961)
- Ivan Bodiul (29 de maio de 1961 - 22 de dezembro de 1980)
- Semion Grossu (22 de dezembro de 1980 - 16 de dezembro de 1989)
- Petru Lucinschi (16 de novembro de 1989 - 5 de fevereiro de 1991)
- Grigore Eremei (5 de fevereiro - 23 de agosto de 1991)

#### Presidente do Conselho Supremo
- Mircea Snegur (27 de abril - 3 de setembro de 1991)

### República da Moldávia

#### Presidente da Moldávia
| Nº | Presidente       | Retrato | Início do mandato      | Fim do mandato         | Partido                   | Eleição   |
| -- | ---------------- | ------- | ---------------------- | ---------------------- | ------------------------- | --------- |
| 1  | Mircea Snegur    |         | 3 de setembro de 1990  | 15 de janeiro de 1997  | Independente              | 1991      |
| 2  | Petru Lucinschi  |         | 15 de janeiro de 1997  | 7 de abril de 2001     | Partido Agrário           | 1996      |
| 3  | Vladimir Voronin |         | 7 de abril de 2001     | 11 de setembro de 2009 | Partido dos Comunistas    | 2001 2005 |
| —  | Mihai Ghimpu     |         | 11 de setembro de 2009 | 28 de dezembro de 2010 | Partido Liberal           |           |
| —  | Vlad Filat       |         | 28 de dezembro de 2010 | 30 de dezembro de 2010 | Partido Liberal Democrata |           |
| —  | Marian Lupu      |         | 30 de dezembro de 2010 | 23 de março de 2012    | Partido Democrático       |           |
| 4  | Nicolae Timofti  |         | 23 de março de 2012    | 23 de dezembro de 2016 | Independente              | 2011-12   |
| 5  | Igor Dodon       |         | 23 de dezembro de 2016 | 24 de dezembro de 2020 | Partido dos Socialistas   | 2016      |
| 6  | Maia Sandu       |         | 24 de dezembro de 2020 | presente               | Independente              | 2020      |